# هلال تراست
نادي هلال تراست  هو نادٍ رياضي مغربي من مدينة إنزكان (نواحي أغادير ) تم تأسيسه سنة 1991 بحي تراست العريق ويشمل النادي عدة رياضات مثل كرة اليد والكرة الحديدية وكرة الماء أما كرة القدم يمارسها النادي في الدوري المغربي هواة وقد حقق الصعود للقسم الممتاز هواة سنة 2020 ولم يصعد للبطولة الإحترافية .